# Parantipathes helicosticha
Parantipathes helicosticha is een Antipathariasoort uit de familie van de Schizopathidae. De wetenschappelijke naam van de soort is voor het eerst geldig gepubliceerd in 1999 door Opresko.